# 土曜だエブリバディ!
『土曜だエブリバディ!』（どようだエブリバディ）は、朝日放送（ABCテレビ）の制作により、テレビ朝日系列ほかで生放送されていたトークバラエティワイドショー番組である。制作局の朝日放送では、1989年4月1日から1990年3月31日まで、毎週土曜8:30 - 9:30（JST）に放送された。

## 概要
司会は井上順、山瀬まみ、チャック・ウィルソン、1989年10月からは、チャック・ウィルソンが降板し、中野良子、稲川淳二、ダンプ松本、朝日放送アナウンサー（当時）の加瀬征弘らに代わった。番組のタイトルは「皆さん、土曜です」という意味の言葉と「Everybody（"エブリバディ"
）」との英単語に由来している。前番組『おはようワイド・土曜の朝に』のコンセプトを残しつつエンターテインメント色を濃くしたワイドショーとなった。司会者、ゲスト出演者、番組制作の都合上、生放送には、ABCのスタジオではなく、テレビ朝日のスタジオ（旧社屋六本木センター内）が使用され、朝日放送はスポンサークレジット、CM送り、エンディング前の天気コーナーを発信するのみの放送形態が採られた。1989年6月24日に美空ひばりが逝去した際、番組の内容を完全に変更し、追悼特別編成を行った。また番組のエンディング・テーマは井上昌己が歌う「瞳（まなざし）」が使用された。この曲は、井上のファースト・アルバム『彼女の島』に収録されたもので、後にシングルカットされた。番組ではエンディングにこの曲に乗せて小学生が作文を読むコーナーも放送された。

## ネット局
前番組に引き続き、制作局の朝日放送では毎年8月に夏の全国高校野球中継があり、かつ当該週が4試合日の場合、完全に放送休止となり振り替え放送すら出来なかった（そのため、発局自らネットワークセールス番組を返上してしまう）のに対し、テレビ朝日などでは通常通り放送されたが、これは生放送ではなく事前に収録したものを朝日放送からの裏送りで対応したものであり、現在の『朝だ!生です旅サラダ』に至るまでこの放送形態を踏襲し続けている。
系列は当時の系列。
| 放送対象地域   | 放送局                  | 系列                          | 備考                                     |
| -------------- | ----------------------- | ----------------------------- | ---------------------------------------- |
| 近畿広域圏     | 朝日放送(ABC)           | テレビ朝日系列                | 制作局 現：朝日放送テレビ                |
| 関東広域圏     | テレビ朝日(ANB)         | テレビ朝日系列                | 制作協力局（スタジオ・技術スタッフなど） |
| 北海道         | 北海道テレビ(HTB)       | テレビ朝日系列                |                                          |
| 青森県         | 青森放送(RAB)           | 日本テレビ系列 テレビ朝日系列 |                                          |
| 宮城県         | 東日本放送(KHB)         | テレビ朝日系列                |                                          |
| 秋田県         | 秋田放送(ABS)           | 日本テレビ系列                |                                          |
| 山形県         | 山形放送(YBC)           | 日本テレビ系列 テレビ朝日系列 |                                          |
| 福島県         | 福島放送(KFB)           | テレビ朝日系列                |                                          |
| 山梨県         | 山梨放送(YBS)           | 日本テレビ系列                |                                          |
| 新潟県         | 新潟テレビ21(NT21)      | テレビ朝日系列                |                                          |
| 長野県         | テレビ信州(TSB)         | 日本テレビ系列 テレビ朝日系列 |                                          |
| 静岡県         | 静岡けんみんテレビ(SKT) | テレビ朝日系列                | 現：静岡朝日テレビ                       |
| 福井県         | 福井放送(FBC)           | 日本テレビ系列 テレビ朝日系列 |                                          |
| 中京広域圏     | 名古屋テレビ(NBN)       | テレビ朝日系列                |                                          |
| 鳥取県・島根県 | 日本海テレビ(NKT)       | 日本テレビ系列                | 1989年9月30日打ち切り                    |
| 広島県         | 広島ホームテレビ(HOME)  | テレビ朝日系列                |                                          |
| 山口県         | 山口放送(KRY)           | 日本テレビ系列 テレビ朝日系列 |                                          |
| 香川県・岡山県 | 瀬戸内海放送(KSB)       | テレビ朝日系列                |                                          |
| 高知県         | 高知放送(RKC)           | 日本テレビ系列                |                                          |
| 福岡県         | 九州朝日放送(KBC)       | テレビ朝日系列                |                                          |
| 熊本県         | 熊本朝日放送(KAB)       | テレビ朝日系列                | 1989年10月開局から                       |
| 鹿児島県       | 鹿児島放送(KKB)         | テレビ朝日系列                |                                          |

※1990年4月に開局を控えた長崎文化放送は最終回のみサービス放送で放送された。